# This Time (Al Jarreau)
This Time è un album del cantante statunitense Al Jarreau, pubblicato dall'etichetta discografica Warner Bros. nel 1980.
L'album è prodotto da Jay Graydon. L'interprete partecipa alla stesura di 8 dei 9 brani, e in particolare è unico autore di Alonzo e Distracted.
Dal disco vengono tratti i singoli Distracted, Gimme What You Got e Never Givin' Up.

## Tracce

### Lato A
1. Never Givin' Up
2. Gimme What You Got
3. Love Is Real
4. Alonzo
5. (If I Could Only) Change Your Mind

### Lato B
1. Spain (I Can Recall)
2. Distracted
3. Your Sweet Love
4. (A Rhyme) This Time